# Estadio Bicentenario Ciudad de Catamarca
El estadio de fútbol Ciudad de Catamarca, se encuentra en la zona norte de la capital provincial. El estadio cuenta con capacidad para 25.000 personas. Demandó una inversión total de 37 millones de pesos.

## Historia

### Inauguración
La inauguración oficial se llevó a cabo el 30 de noviembre de 2010, mediante un acto político y artístico con presencia de varias figuras a nivel nacional. Además, en el interior del estadio, funcionará el Instituto de Alto Rendimiento Deportivo de Catamarca, destinado a todas las disciplinas deportivas.

### Primer partido oficial
El 25 de julio de 2011 Villa Cubas venció a Atlético Policial por 2 a 1 (ambos representantes catamarqueños en el Torneo Argentino B con goles de Gustavo Luján y Sebastián Silva en el partido inaugural del Estadio Provincial del Bicentenario de Catamarca y se convirtió así en el primer equipo en ganar en esa cancha. Allí, más de 12 000 personas se hicieron presentes para darle la bienvenida a la nueva casa del fútbol catamarqueño.

### Localía
El Estadio Provincial Bicentenario Ciudad de Catamarca es donde hace de local el equipo de fútbol Club Atlético Policial, en sus partidos por torneos de AFA.
A su vez, lo pueden utilizar los clubes de la provincia en partidos que se consideren de destacada importancia.

### Clausura año 2016
El 23 de junio de 2016 el Bicentenario fue clausurado por “fallas estructurales de la empresa que lo construyó”, según el informe de la Universidad Tecnológica de Tucumán y toma el diario catamarqueño El Esquiú. “Lo he recorrido con el ministro (Rubén) Dusso un día y las tribunas norte, este y sur estarían complicadas. Pero la tribuna central (platea) no. Por ahí se puede dividir, ver qué se puede hacer”, rogó Raúl Jalil, intendente de San Fernando del Valle en diálogo con el programa radial Vía Libre.

### Trabajos para la reapertura 2020-2021
El 20 de agosto de 2020, luego de más de 4 años de abandono, se comenzaron los trabajos para recuperación del estadio por parte del gobierno provincial y con el aporte de empresas privadas. La obra consta de una primera etapa donde se repararan las dos tribunas cabeceras norte y sur, que presentaban hundimiento y la demolición de algunos sectores que están en ruinas como los baños de la tribuna este, entre otros. Con un tiempo estimado de finalización de 90 días y una inversión aproximada de 113 millones de pesos.
En paralelo se trabajó en la recuperación del campo de juego con resembrado y actualización del sistema de riego, con vistas a su posible utilización óptima para fines de noviembre.
Si bien no hay fecha de finalización para la obra en general, se estima que podría estar terminada a mediados de 2021.
El 24 de enero de 2021 volvió a disputarse un encuentro oficial, en el cual Andino de La Rioja venció a San Lorenzo de Alem por 2 a 1 por el Torneo Regional Federal Amateur. 

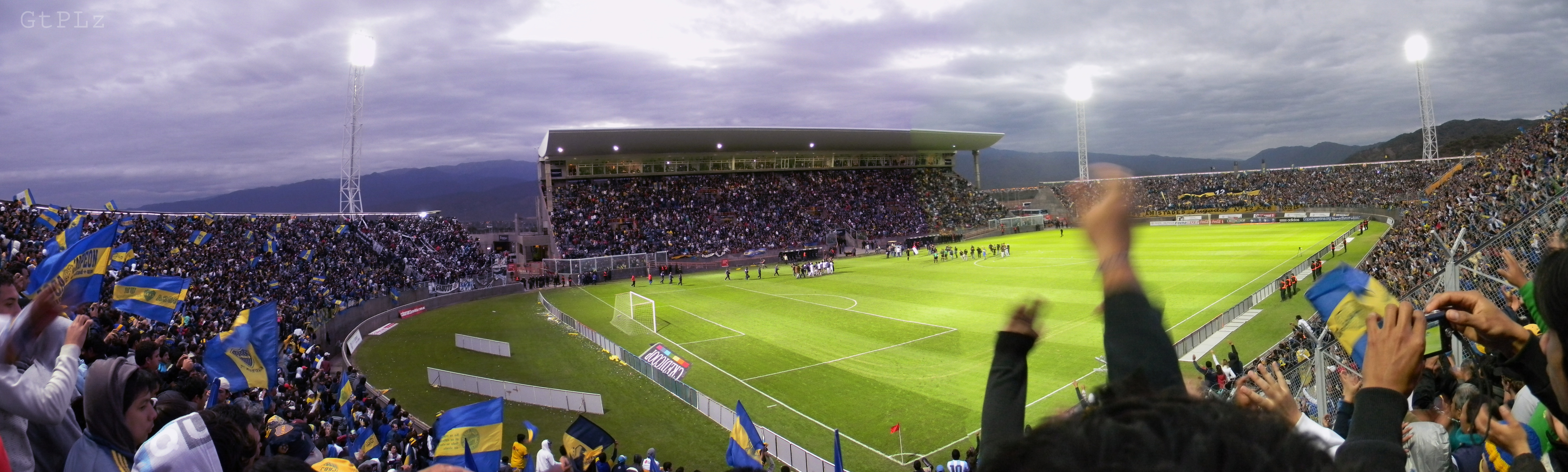
Encuentro entre Boca Juniors y Deportivo Merlo en la semifinal de Copa Argentina 2011/12

### Reinauguración año 2022
La reapertura del Estadio Bicentenario se realizó el día 21 de septiembre del 2022. El acto protocolar estuvo encabezado por el gobernador Raúl Jalil, acompañado por el ministro de Desarrollo Social de la Nación, Juan Zabaleta. El partido elegido para la flamante vuelta del Coloso, fue el encuentro Provincial de Fútbol Infantil, que tuvo lugar a partir de las 9.00 horas con representantes de casi toda la provincia.
La entrada del público fue por la rampa de acceso al sector de plateas, y la mayoría de los que dijeron presente son familiares de los pequeños jugadores.
Luego de la entonación de los himnos, el gobernador de la provincia dijo que "el Estadio como el Predio Ferial tienen que ser un motor del turismo y también del deporte de Catamarca". En un breve discurso, apurado por la presencia de la lluvia, luego comentó en cuanto a la posibilidad de traer equipos de fútbol de la Liga Profesional que eso “lo vamos a hablar con Sylvia Jiménez, presidenta de la Liga Catamarqueña, para armar una agenda nacional, para que puedan venir partidos nacionales y también rugby, espectáculos, cantantes, y que sea el Estadio como es el Predio Ferial, un motor del turismo y también del deporte de Catamarca”.
Luego agradeció la visita del ministro Zabaleta “y a todos los que han trabajado para que esto pueda ocurrir. El Fiscal de Estado también trabajó para solucionar los problemas de los juicios”. Y terminó expresando también su agradecimiento a “todo el equipo de la Nación para que hoy que los chicos disfruten este día de primavera con la bendición del agua”.

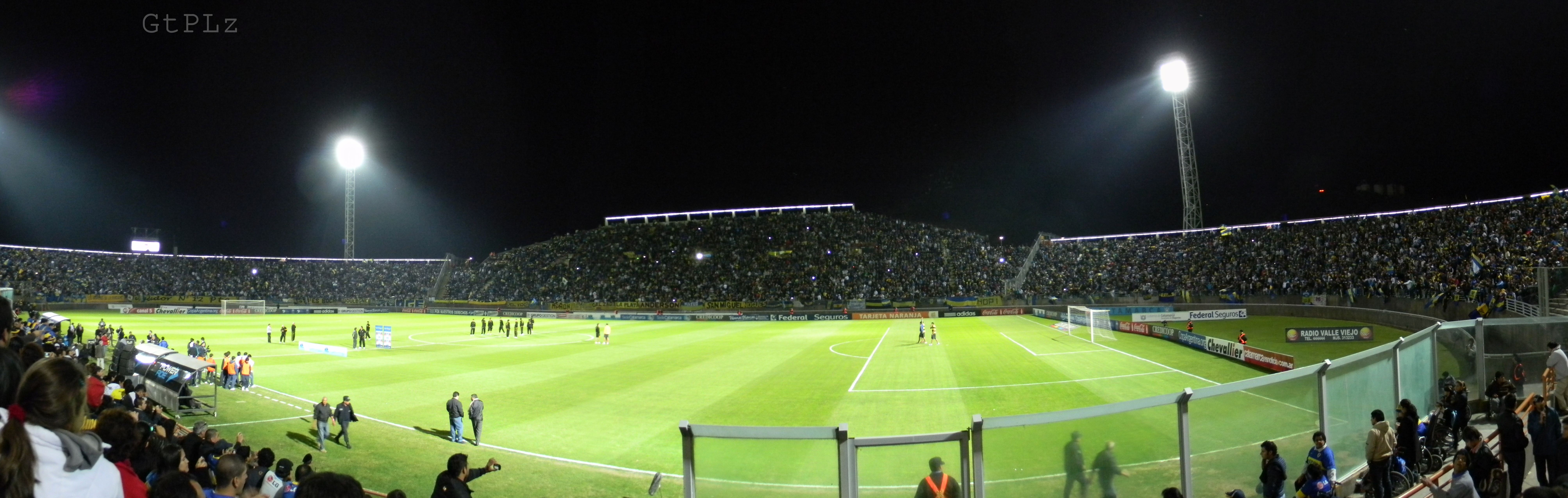
Estadio Bicentenario de Catamarca en un partido de Copa Argentina.

## Torneos Deportivos

### Cuadrangular Copa Gobierno de Catamarca
El Club Sportivo Villa Cubas se consagró campeón del cuadrangular amistoso “Copa Gobierno de Catamarca” al vencer al Club Social y Deportivo Defensa y Justicia por 2 a 1. Los goles del León fueron convertidos por Gustavo “El Vica” Luján y Gonzalo “El Gonchi” Gómez. Píriz Álvez había descontado para el “Halcón” de Florencio Varela. En este cuadrangular jugaron cinco equipos, porque el Club Sportivo Villa Cubas debió eliminar primero al Club Atlético Policial, después dejó en el camino al Club Atlético Tucumán en los penales, y en la final jugó con alma y vida, olvidándose de que era un amistoso y metiéndose en la historia del Estadio, al ser el primer equipo catamarqueño en clasificarse campeón. Los “leones” lo disputaron como una verdadera final, y los bonaerenses también estuvieron a la altura de las circunstancias y merecieron un poco más, pero Fermín González y los palos no les permitieron hacer algún gol más. El Club Sportivo Villa Cubas jugará por primera vez el Torneo Argentino B y con este amistoso se ilusiona para lograr un ascenso. En el partido se destacaron Fermín González, Mariano Ghigo, Gonzalo Gómez, Miguel Rizzardo, Gustavo Luján y todo el equipo que tomó esto con seriedad y realizó un dignísimo papel en este cuadrangular.

### Copa Gobierno de Catamarca
|  | Eliminatoria           | Eliminatoria           | Eliminatoria       |                    |       | Semifinales | Semifinales | Semifinales |  |             | Final       | Final | Final |  |
|  |                        |                        |                    |                    |       |             |             |             |  |             |             |       |       |  |
|  |                        |                        |                    |                    |       |             |             |             |  |             |             |       |       |  |
|  |                        |                        |                    |                    |       |             |             |             |  |             |             |       |       |  |
|  |                        |                        |                    |                    |       |             |             |             |  |             |             |       |       |  |
|  |                        |                        |                    |                    |       |             |             |             |  |             |             |       |       |  |
|  |                        | Atlético Tucumán       | Atlético Tucumán   | 2 (4)              |       |             |             |             |  |             |             |       |       |  |
|  |                        |                        |                    | 2 (4)              |       |             |             |             |  |             |             |       |       |  |
|  |                        |                        | Villa Cubas        | Villa Cubas        | 2 (5) |             |             |             |  |             |             |       |       |  |
|  | Villa Cubas            | Villa Cubas            | Villa Cubas        | Villa Cubas        | 2 (5) | 2           |             |             |  |             |             |       |       |  |
|  | Villa Cubas            | Villa Cubas            |                    |                    |       |             |             |             |  |             |             |       |       |  |
|  | Club Atlético Policial | Club Atlético Policial | 1                  |                    |       |             |             |             |  |             |             |       |       |  |
|  | Club Atlético Policial | Club Atlético Policial | 1                  |                    |       |             |             |             |  | Villa Cubas | Villa Cubas | 2     |       |  |
|  |                        |                        |                    |                    |       |             |             |             |  | Villa Cubas | Villa Cubas | 2     |       |  |
|  |                        |                        | Defensa y Justicia | Defensa y Justicia | 1     |             |             |             |  |             |             |       |       |  |
|  |                        |                        | Defensa y Justicia | Defensa y Justicia | 1     |             |             |             |  |             |             |       |       |  |
|  |                        |                        |                    |                    |       |             |             |             |  |             |             |       |       |  |
|  |                        |                        |                    |                    |       |             |             |             |  |             |             |       |       |  |
|  |                        | Liverpool              | Liverpool          | 2 (2)              |       |             |             |             |  |             |             |       |       |  |
|  |                        |                        |                    | 2 (2)              |       |             |             |             |  |             |             |       |       |  |
|  |                        |                        | Defensa y Justicia | Defensa y Justicia | 2 (3) |             |             |             |  |             |             |       |       |  |
|  |                        |                        | Defensa y Justicia | Defensa y Justicia | 2 (3) |             |             |             |  |             |             |       |       |  |
|  |                        |                        |                    |                    |       |             |             |             |  |             |             |       |       |  |
|  |                        |                        |                    |                    |       |             |             |             |  |             |             |       |       |  |
|  |                        |                        |                    |                    |       |             |             |             |  |             |             |       |       |  |
|  |                        |                        |                    |                    |       |             |             |             |  |             |             |       |       |  |

### Copa Argentina
Es también utilizado para el nuevo torneo de AFA, la Copa Argentina. Jugaron de local en el estadio los clubes grandes de la Argentina: Boca Juniors, River Plate, Racing, San Lorenzo e Independiente. 
El 16 de octubre de 2013 se jugó la final de la Copa Argentina edición 2013 entre San Lorenzo y Arsenal Fútbol Club. La gente del conjunto azulgrana colmó las instalaciones del estadio, más de 20 000 hinchas acompañaron al equipo esa noche. 
Partidos disputados
| 23/11/2011 | Treintaidosavos de final | Sportivo Belgrano   | (5) 2 - 2 (3)   | Almirante Brown   |
| 23/11/2011 | Treintaidosavos de final | San Lorenzo         | 2 - 1           | Villa Dálmine     |
| 30/11/2011 | Treintaidosavos de final | Huracán             | (3) 0 - 0 (4)   | Excursionistas    |
| 30/11/2011 | Treintaidosavos de final | Belgrano            | 3 - 0           | Sacachispas       |
| 07/12/2011 | Treintaidosavos de final | Quilmes             | (5) 0 - 0 (3)   | Deportivo Riestra |
| 07/12/2011 | Treintaidosavos de final | Instituto           | 1 - 4           | Atlético Policial |
| 06/03/2012 | Dieciseisavos de final   | Sportivo Belgrano   | 0 - 2           | River Plate       |
| 15/03/2012 | Dieciseisavos de final   | Atlanta             | 1 - 2           | Quilmes           |
| 15/03/2012 | Dieciseisavos de final   | Atlético de Rafaela | 2 - 0           | Banfield          |
| 20/03/2012 | Dieciseisavos de final   | Sportivo Italiano   | (3) 0 - 0 (4)   | Atlético Tucumán  |
| 20/03/2012 | Dieciseisavos de final   | Tigre               | (4) 1 - 1 (1)   | Gimnasia (LP)     |
| 27/03/2012 | Dieciseisavos de final   | Atlético Policial   | 0 - 4           | Barracas Central  |
| 12/04/2012 | Octavos de final         | Atlético de Rafaela | (3) 0 - 0 (4)   | Atlético Tucumán  |
| 25/04/2012 | Octavos de final         | Boca Juniors        | (11) 1 - 1 (10) | Olimpo            |
| 09/05/2012 | Cuartos de final         | Atlético Tucumán    | 0 - 1           | Racing Club       |
| 03/06/2012 | Semifinal                | Boca Juniors        | (5) 1 - 1 (4)   | Deportivo Merlo   |

| 13/02/2013 | Ronda Previa           | Atlético de Rafaela | 2 - 1         | Alvarado           |
| 13/02/2013 | Ronda Previa           | All Boys            | 4 - 1         | Brown (A)          |
| 20/02/2013 | Ronda Previa           | Colón               | 1 - 2         | Platense           |
| 13/03/2013 | Ronda Previa           | Banfield            | 2 - 1         | Central Norte      |
| 21/03/2013 | Ronda Previa           | Club Atlético Tigre | 0 - 1         | Juventud Antoniana |
| 27/03/2013 | Dieciseisavos de final | Newell's Old Boys   | 2 - 1         | Deportivo Armenio  |
| 17/04/2013 | Dieciseisavos de final | Olimpo              | (4) 0 - 0 (2) | Vélez Sarsfield    |
| 24/04/2013 | Dieciseisavos de final | River Plate         | 0 - 1         | Estudiantes (BA)   |
| 02/05/2013 | Dieciseisavos de final | Estudiantes (LP)    | 2 - 1         | Atlético Tucumán   |
| 08/05/2013 | Dieciseisavos de final | Juventud Antoniana  | 0 - 1         | Banfield           |
| 12/06/2013 | Octavos de final       | Independiente       | 0 - 1         | Arsenal            |
| 19/06/2013 | Octavos de final       | Boca Juniors        | 1 - 3         | All Boys           |
| 16/10/2013 | Final                  | San Lorenzo         | 0 - 3         | Arsenal            |

| 02/04/2014 | Fase Final I | Villa Cubas | 2 - 3 | Brown (A) |

### Supercopa Argentina
El 7 de noviembre de 2012 se jugó la Primera Edición de la Supercopa Argentina entre el Club Atlético Boca Juniors y Arsenal Fútbol Club, donde los de Sarandí, luego de empatar sin goles en los 90', ganaron en penales 4 a 3.
Ficha del partido
| 23         | POR        | Oscar Ustari               |     |
| 4          | DEF        | Franco Sosa                | 69' |
| 2          | DEF        | Rolando Schiavi            |     |
| 20         | DEF        | Guillermo Burdisso         |     |
| 13         | DEF        | Emiliano Albín             | 79' |
| 30         | MED        | Guillermo Matías Fernández |     |
| 18         | MED        | Leandro Somoza             | 64' |
| 11         | MED        | Walter Erviti              |     |
| 32         | MED        | Leandro Paredes            |     |
| 7          | DEL        | Lautaro Acosta             |     |
| 19         | DEL        | Santiago Silva             |     |
| Entrenador | Entrenador | Julio César Falcioni       |     |

| 17         | POR        | Cristian Campestrini    |        |
| 24         | DEF        | Hugo Martín Nervo       |        |
| 2          | DEF        | Lisandro Ezequiel López |        |
| 6          | DEF        | Diego Braghieri         |        |
| 15         | DEF        | Damián Pérez            |        |
| 10         | MED        | Carlos Carbonero        |        |
| 23         | MED        | Iván Marcone            |        |
| 5          | MED        | Jorge Ortiz             |        |
| 19         | MED        | Nicolás Aguirre         | 90'+1' |
| 11         | DEL        | Emilio Zelaya           |        |
| 9          | DEL        | Gustavo Canales         |        |
| Entrenador | Entrenador | Gustavo Alfaro          |        |

| 22 | MED | Cristian Erbes | 64' |
| 15 | MED | Nicolás Colazo | 69' |
| 6  | DEF | Matías Caruzzo | 79' |

| 7 | DEL | Juan Pablo Caffa | 90+1' |

|                            |                          | 0:1 | Acierto de penal         | Gustavo Canales   |
| Santiago Silva             | Acierto de penal         | 1:1 |                          |                   |
|                            |                          | 1:1 | Fallo de penal (Atajado) | Juan Pablo Caffa  |
| Matías Caruzzo             | Fallo de penal (Atajado) | 1:1 |                          |                   |
|                            |                          | 1:2 | Acierto de penal         | Hugo Martín Nervo |
| Leandro Paredes            | Fallo de penal (Atajado) | 1:2 |                          |                   |
|                            |                          | 1:2 | Fallo de penal (Atajado) | Carlos Carbonero  |
| Guillermo Matías Fernández | Acierto de penal         | 2:2 |                          |                   |
|                            |                          | 2:3 | Acierto de penal         | Emilio Zelaya     |
| Rolando Schiavi            | Acierto de penal         | 3:3 |                          |                   |
|                            |                          | 3:4 | Acierto de penal         | Diego Braghieri   |
| Nicolás Colazo             | Fallo de penal (Atajado) | 3:4 |                          |                   |

| Amonestado | 6' | Hugo Martín Nervo |

| Árbitro             | Pablo Lunati      |
| Árbitros asistentes | Francisco Noguera |
| Árbitros asistentes | Gustavo Rossi     |
| Cuarto árbitro      | Alejandro Toia    |

| 23         | POR        | Oscar Ustari               |     |
| 4          | DEF        | Franco Sosa                | 69' |
| 2          | DEF        | Rolando Schiavi            |     |
| 20         | DEF        | Guillermo Burdisso         |     |
| 13         | DEF        | Emiliano Albín             | 79' |
| 30         | MED        | Guillermo Matías Fernández |     |
| 18         | MED        | Leandro Somoza             | 64' |
| 11         | MED        | Walter Erviti              |     |
| 32         | MED        | Leandro Paredes            |     |
| 7          | DEL        | Lautaro Acosta             |     |
| 19         | DEL        | Santiago Silva             |     |
| Entrenador | Entrenador | Julio César Falcioni       |     |

| 17         | POR        | Cristian Campestrini    |        |
| 24         | DEF        | Hugo Martín Nervo       |        |
| 2          | DEF        | Lisandro Ezequiel López |        |
| 6          | DEF        | Diego Braghieri         |        |
| 15         | DEF        | Damián Pérez            |        |
| 10         | MED        | Carlos Carbonero        |        |
| 23         | MED        | Iván Marcone            |        |
| 5          | MED        | Jorge Ortiz             |        |
| 19         | MED        | Nicolás Aguirre         | 90'+1' |
| 11         | DEL        | Emilio Zelaya           |        |
| 9          | DEL        | Gustavo Canales         |        |
| Entrenador | Entrenador | Gustavo Alfaro          |        |

| 22 | MED | Cristian Erbes | 64' |
| 15 | MED | Nicolás Colazo | 69' |
| 6  | DEF | Matías Caruzzo | 79' |

| 7 | DEL | Juan Pablo Caffa | 90+1' |

|                            |                          | 0:1 | Acierto de penal         | Gustavo Canales   |
| Santiago Silva             | Acierto de penal         | 1:1 |                          |                   |
|                            |                          | 1:1 | Fallo de penal (Atajado) | Juan Pablo Caffa  |
| Matías Caruzzo             | Fallo de penal (Atajado) | 1:1 |                          |                   |
|                            |                          | 1:2 | Acierto de penal         | Hugo Martín Nervo |
| Leandro Paredes            | Fallo de penal (Atajado) | 1:2 |                          |                   |
|                            |                          | 1:2 | Fallo de penal (Atajado) | Carlos Carbonero  |
| Guillermo Matías Fernández | Acierto de penal         | 2:2 |                          |                   |
|                            |                          | 2:3 | Acierto de penal         | Emilio Zelaya     |
| Rolando Schiavi            | Acierto de penal         | 3:3 |                          |                   |
|                            |                          | 3:4 | Acierto de penal         | Diego Braghieri   |
| Nicolás Colazo             | Fallo de penal (Atajado) | 3:4 |                          |                   |

| Amonestado | 6' | Hugo Martín Nervo |

| Árbitro             | Pablo Lunati      |
| Árbitros asistentes | Francisco Noguera |
| Árbitros asistentes | Gustavo Rossi     |
| Cuarto árbitro      | Alejandro Toia    |